# TT377
La tombe thébaine TT 377 est située à Dra Abou el-Naga, dans la nécropole thébaine, sur la rive ouest du Nil, face à Louxor en Égypte.
C'est la sépulture d'un inconnu à la période ramesside.